# 마츠모토 와카나
마츠모토 와카나(松本 若菜, まつもと わかな, 1984년 2월 25일 - )는 일본 돗토리현 요나고시 출신의 여자 배우다. 트리플 에이 소속 2007년 1월부터「헤이세이 가면라이더 시리즈」제8작「가면라이더 덴오」에 "노가미 아이리 (일본어: 野上愛理)" 역으로 출연

## 출연 작품
- 2016년 우행록: 어리석은 자의 기록(愚行録) - 나츠하라 역